# Sphenomorphus knollmanae
Sphenomorphus knollmanae är en ödleart som beskrevs av  Walter Varian Brown FERNER och RUEDAS 1995. Sphenomorphus knollmanae ingår i släktet Sphenomorphus och familjen skinkar. IUCN kategoriserar arten globalt som sårbar. Inga underarter finns listade i Catalogue of Life.